# Bizarre-Festival

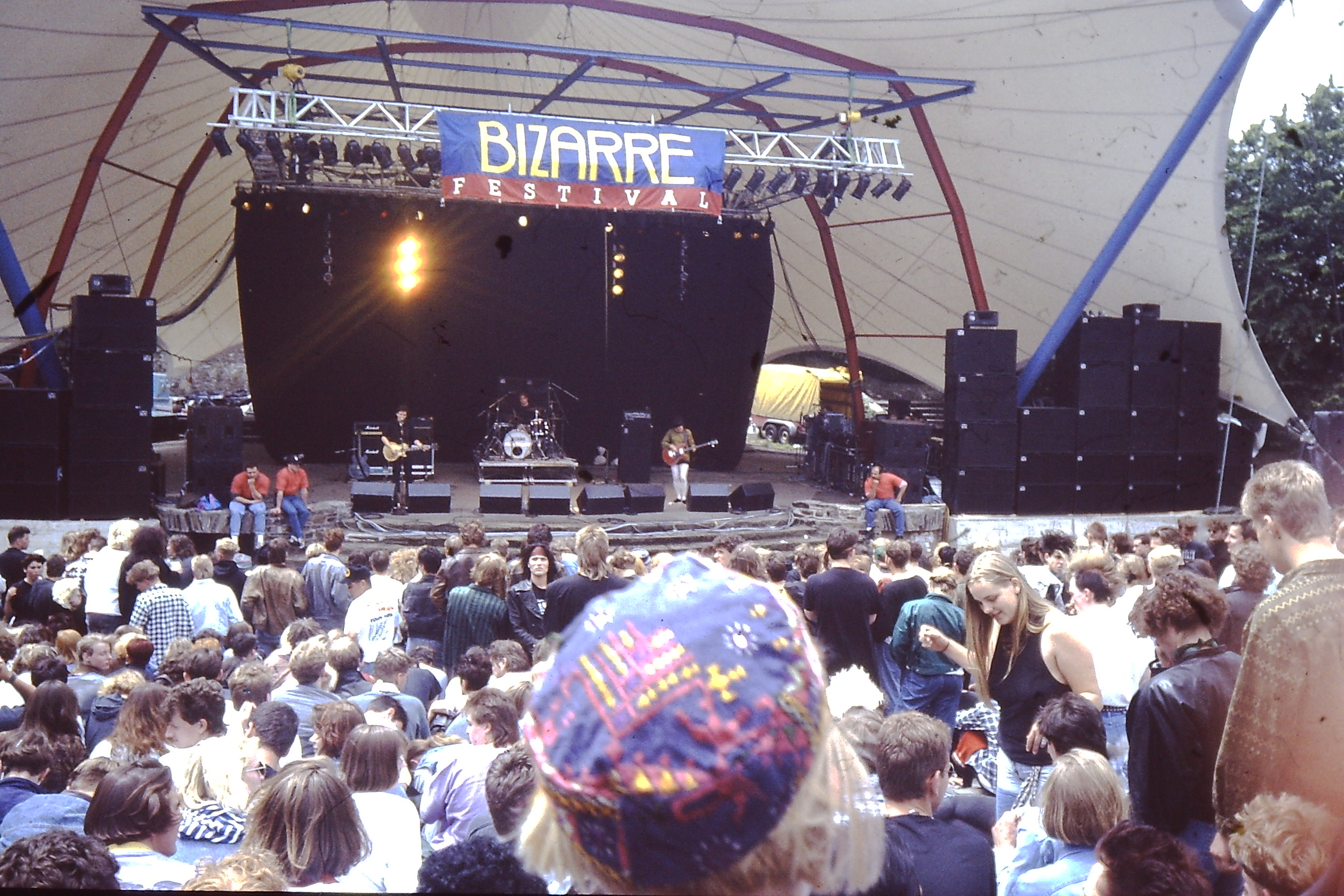
Bizarre-Festival, 23. Juni 1990, St. Goarshausen, Loreley

Das Bizarre-Festival (einmalig unter dem Namen Terremoto) war ein Musikfestival im Alternative-Umfeld, das zwischen 1987 und 2003 stattfand.

## Geschichte
Das erste Bizarre-Festival fand am 10. und 11. Juli 1987 in kleinem Rahmen auf der Berliner Waldbühne und der Freilichtbühne Loreley in St. Goarshausen statt. Initiatoren waren Ernst-Ludwig Hartz und Peter Rieger. Bands, die zu dieser Zeit auftraten, stammten aus dem breiten Independent-Spektrum, zu dem ursprünglich auch das Gothic-Genre zählte. Mit dabei waren u. a. Siouxsie and the Banshees, The Mission, Cassandra Complex, New Model Army, Iggy Pop und Myrna Loy. Das Festival wuchs und erarbeitete sich mit Acts wie die Einstürzenden Neubauten, The Pogues oder Fury in the Slaughterhouse den Ruf als erstes alternatives Festival in Deutschland, auch wenn Medien und Sponsoren zunächst noch reserviert reagierten. Bis in die 1990er Jahre folgten weitere namhafte Acts wie zum Beispiel Phillip Boa & The Vodooclub, Fields of the Nephilim, The Cure, The The, die Ramones, die Pixies und The Sugarcubes.

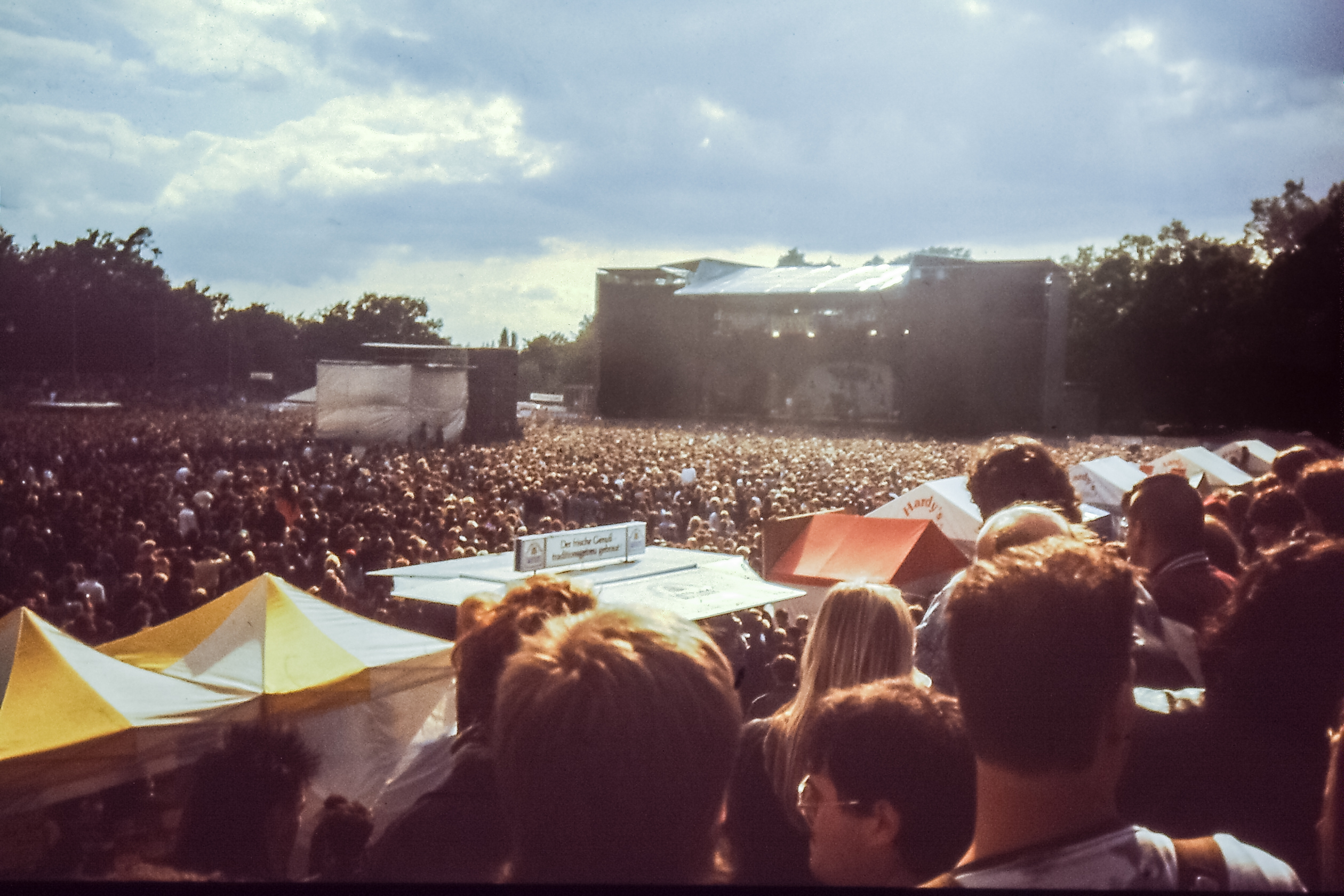
Bizarre-Festival 29.–30. Juni 1991, Waldstadion Gießen

1991 wurde das bis dahin eintägige Festival auf zwei Tage ausgedehnt. Dazu wurde als Veranstaltungsort das Waldstadion in Gießen gewählt. Als Veranstaltungstage waren Samstag und Sonntag vorgesehen. Für die ungefähr 28.000 Karten des Vorverkaufs stand nur Platz für etwa 5000 Zelte zur Verfügung. Die meisten Besucher reisten schon Freitag abends an, dadurch entstanden sehr chaotische Verhältnisse in Gießen. Für die Festival-Besucher wurden daher von der Polizei Wiesen der örtlichen Bauern beschlagnahmt und als Zeltplätze ausgewiesen. Einige Zelte wurden sogar auf Verkehrsinseln und in Vorgärten gesichtet.

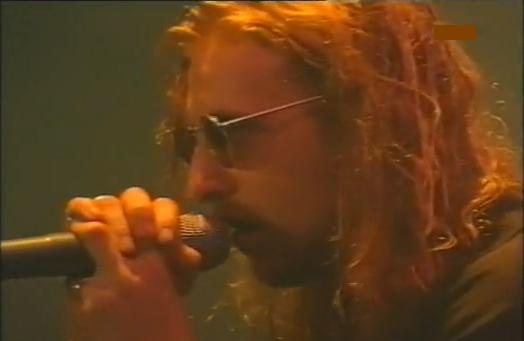
Nick Holmes von Paradise Lost auf dem Bizarre-Festival, 1995 in Köln-Deutz

1992 fand das Festival, nun wieder über einen Tag, im Freizeitpark von Alsdorf bei Aachen statt. Nach mehreren Umzügen auf der Suche nach der besten Lokalität gastierte das Bizarre-Festival mit längerem Aufenthalt in Köln (davon vier Jahre auf dem ehemaligen Flughafen Köln-Butzweilerhof) und in den letzten Jahren auf dem Flughafen Niederrhein (Kreis Kleve).
Als auf dem Bizarre-Festival 1996 die TV-Musiksendung WDR-Rockpalast das Open Air aufzeichnete, demolierte die schwäbische Punk-Band WIZO die Kameras und griff die Kameraleute an, da ihrer Meinung nach dem Publikum die Sicht auf die Bühne versperrt blieb. Daraufhin brach der Sicherheitsdienst den Auftritt ab. Es schloss sich ein Gerichtsverfahren wegen Sachbeschädigung an.
Am 15. August 1997 starb auf dem Bizarre-Festival, wenige Stunden nach Beginn des Open Airs, vor der Nebenbühne im Hangar eine Besucherin, die unter Drogeneinfluss stand, im Gedränge des Publikums.

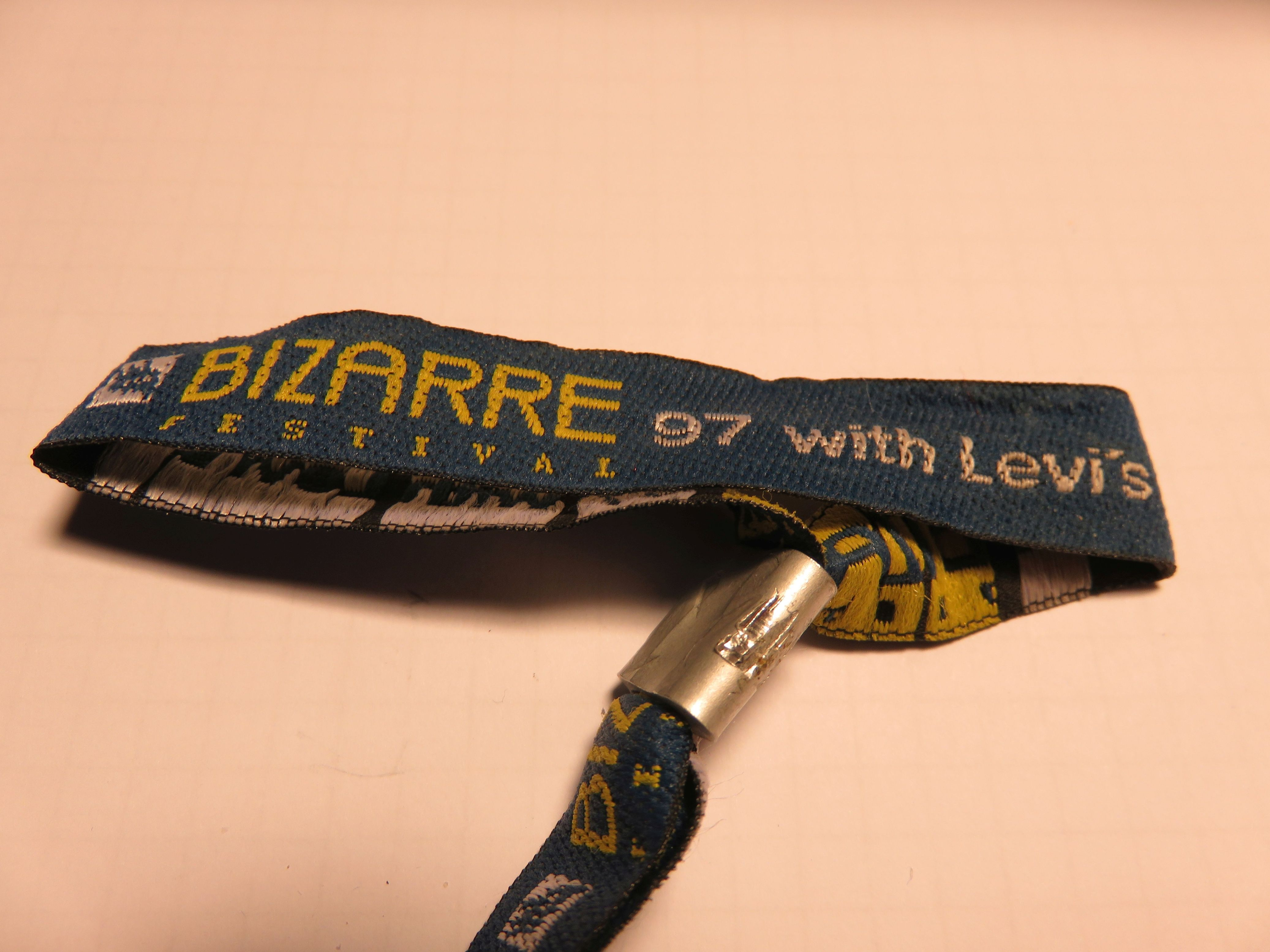
Kontrollarmbändchen für Besucher des Bizarre-Festivals 1997

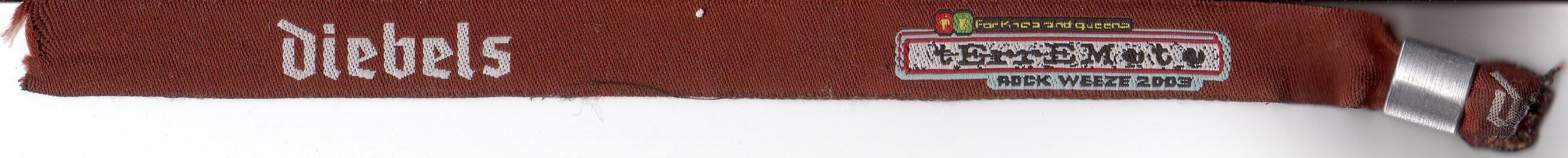
Kontrollarmbändchen zur Terremoto 2003 (Vorderseite mit Plombe)

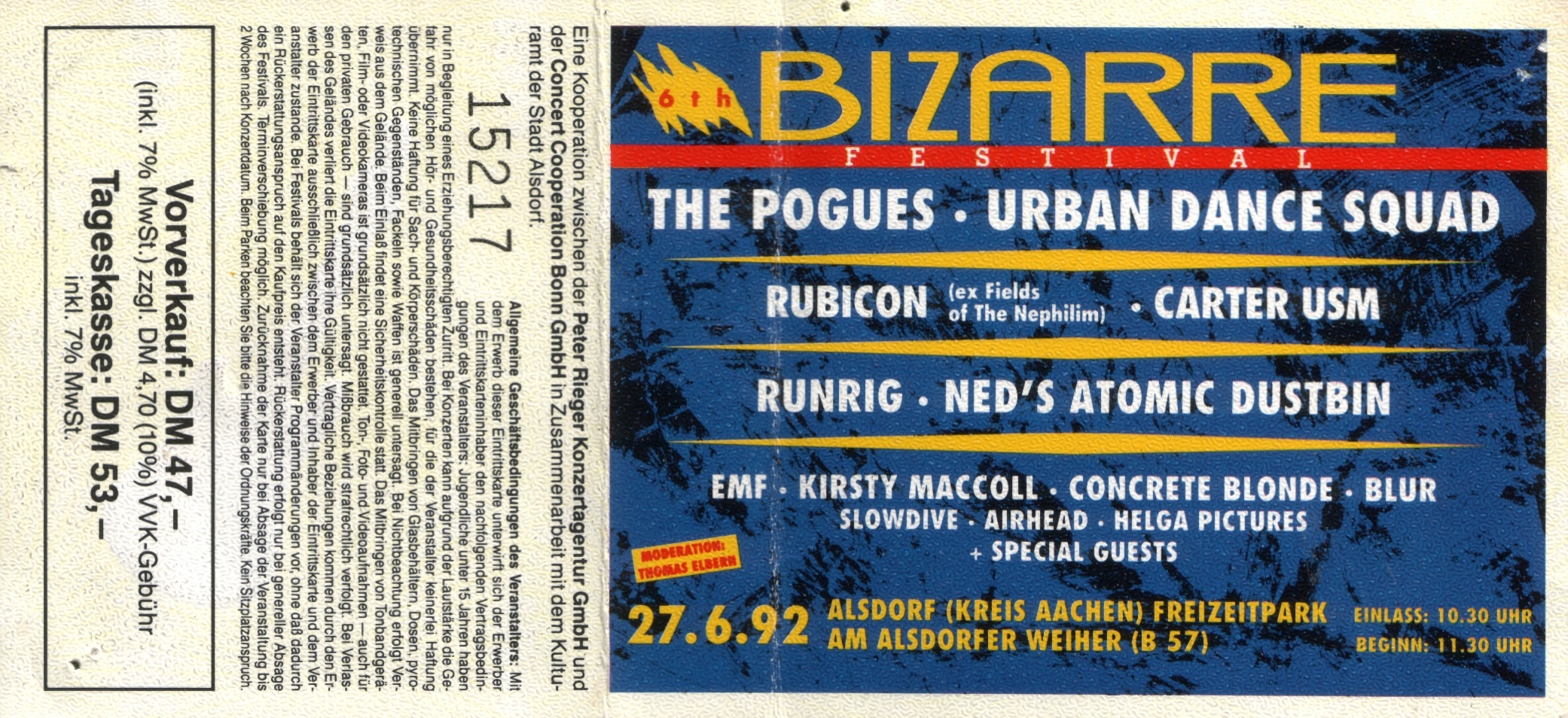
Eintrittskarte 1992

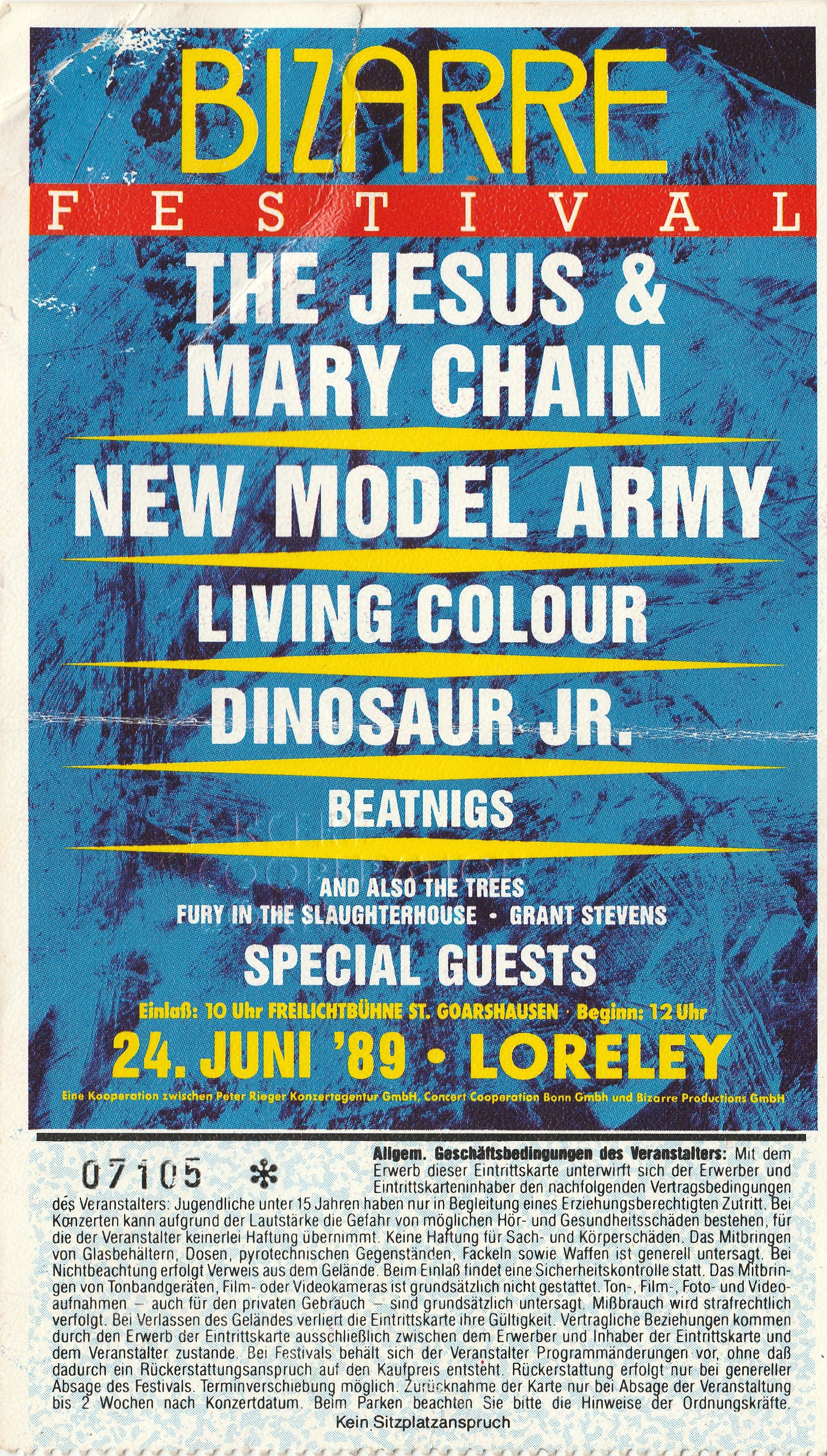
Eintrittskarte vom 24. Juni 1989

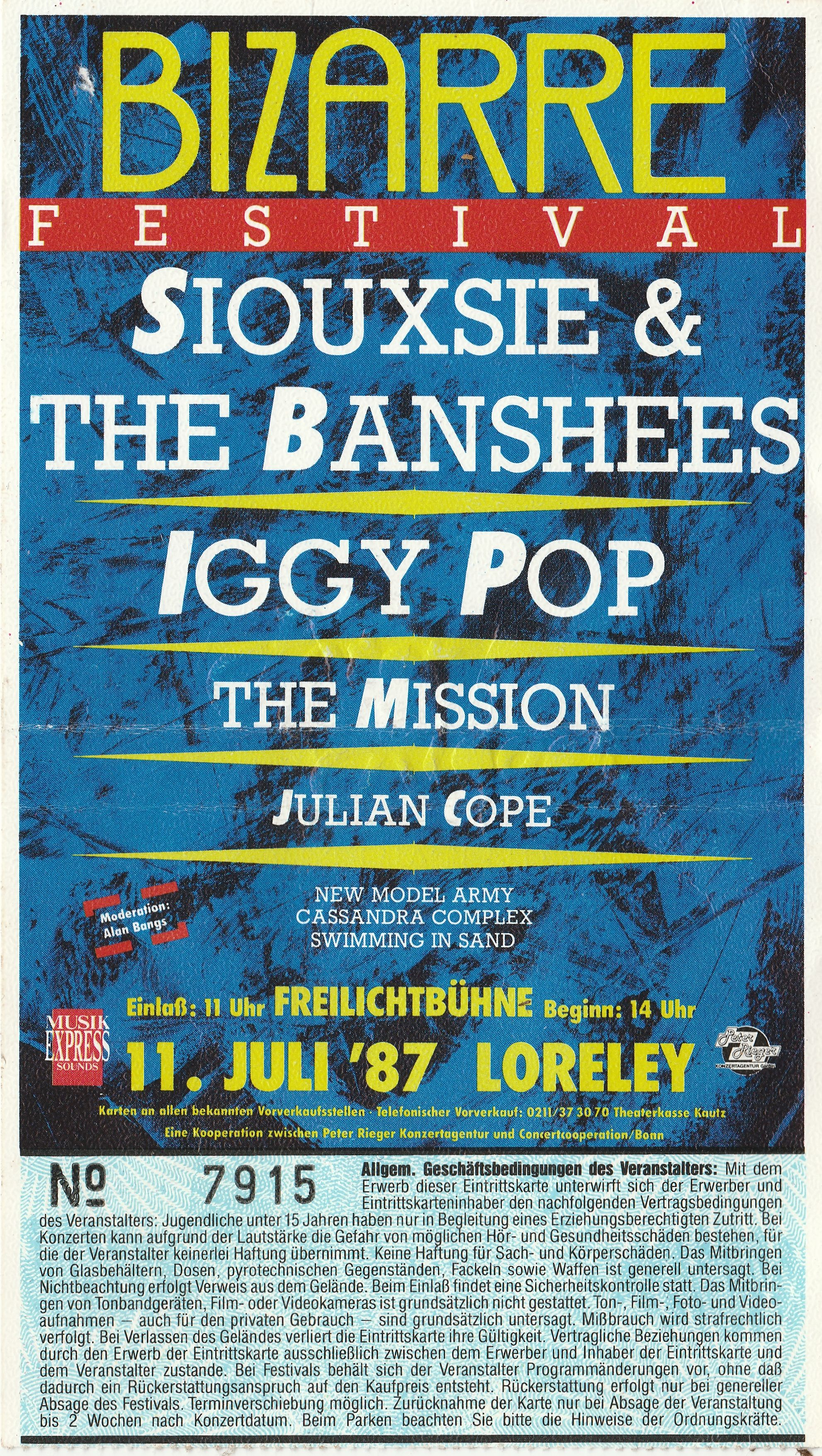
Eintrittskarte 1987

Das Festival fand zum letzten Mal 2002 unter dem Namen Bizarre statt. Stagnierende Teilnehmerzahlen, die das verhältnismäßig große und teure Festivalgelände in Weeze nicht vollständig auslasten, aber auch Folgekosten nach Ausschreitungen und verübtem Vandalismus führen zu einer finanziellen Schieflage und der Veranstalter musste Insolvenz anmelden. Das Festival wurde 2003 ohne Beteiligung des Gründers unter dem Namen Terremoto fortgeführt. Da der stillgelegte Flughafen Niederrhein 2003 von Ryanair wieder angeflogen wurde, kam es 2003 zu einer kompletten Umstrukturierung des Festivalgeländes. Das verzweigte und mit begehbaren Hangars versehene Gelände des Flughafens hatte stark zur Atmosphäre des Bizarre-Festivals beigetragen, weshalb das Terremoto als Nachfolger von vielen Festivalgängern nicht angenommen wurde. In den Jahren nach 2003 wurden die angekündigten Termine stets abgesagt.

## Namensstreitigkeit
Im Verlauf der Festivalgeschichte kam es zu Streitigkeiten über den Namen des Festivals und um die Rechte an der Marke Bizarre. Das von der Peter Rieger Konzertagentur in Zusammenarbeit mit dem Konzertveranstalter Ernst-Ludwig Hartz, Bonn, 1987 ins Leben gerufene Bizarre-Festival wurde wenig später in Kooperation mit der Concert Cooperation Bonn durchgeführt. 2003 meldete die Concert Cooperation Bonn Insolvenz an und die Peter Rieger Konzertagentur schloss sich mit Scorpio Konzertproduktionen zusammen und benannte das Festival bis zur Klärung der rechtlichen Lage in Terremoto (Erdbeben) um. Die Peter Rieger Konzertagentur hatte bereits 2003 in Bezug auf das Bizarre-Festival eine einstweilige Verfügung gegen die Concert Cooperation Bonn erwirkt, wobei dieser untersagt wurde, den Namen Bizarre im Zusammenhang mit einem Festival zu verwenden.

## Genre und Einordnung
Das Bizarre-Festival galt als eines der größten, wenn nicht als das größte, Alternative-Festivals in Deutschland. Neben einem üblicherweise im Rahmen der Alternative-Musik weitgefächerten Line-Up als einer Mischung aus hochkarätigen Bands sowie vielversprechenden Newcomern aus dem In- und Ausland präsentierten die Veranstalter des Festivals in den letzten Jahren der Veranstaltung ein Extra-Zelt für (alternative) elektronische Musik, die berühmte Fat Stage mit Bands des amerikanischen Labels Fat Wreck Chords sowie einen Skatepark und/oder -rampe. Außerdem gab es eine Speakers’ Corner, wo jedermann die Möglichkeit zum Auftritt hatte.
Das Festival stand im Ruf, neue aufregende Musik zu bieten. Es wurden immer wieder Bands verpflichtet, die noch am Beginn ihrer Karriere als Superstars der 90er standen, wie etwa Therapy?, die 1993 auftraten, oder Monster Magnet (1995), Limp Bizkit (1997) und Blink-182 (1997). Nickelback spielte am 18. August 2001 ihren späteren Millionenhit How You Remind Me noch vor der Veröffentlichung als Single. Als Drei-Tage-Veranstaltung ausgelegt, mit unzähligen Musik-Acts, Camping und Festivalstimmung, fand das Bizarre schnell viele treue Anhänger und Fans.

## Bisherige Termine, Orte & Bands
10.–11. Juli 1987, Berlin, Waldbühne und St. Goarshausen, Loreley
- u. a. Siouxsie and the Banshees, Iggy Pop, The Mission, New Model Army, Element of Crime

9. Juli 1988, St. Goarshausen, Loreley
- u. a. Einstürzende Neubauten, The Pogues, The Sugarcubes, Fury in the Slaughterhouse

13.–14. Mai 1989, St. Goarshausen, Loreley
- u. a. The Cure, Pixies, New Model Army, The Mission, Myrna Loy

24. Juni 1989, St. Goarshausen, Loreley
- u. a. The Jesus and Mary Chain, New Model Army, Living Colour, Dinosaur Jr., The Beatnigs, And Also the Trees, Fury in the Slaughterhouse, Grant Stevens

23. Juni 1990, St. Goarshausen, Loreley
- u. a. The The, Ramones, Phillip Boa, Fields of the Nephilim, Ride

29.–30. Juni 1991, Gießen, Waldstadion und 24. August 1991 Berlin, Freilichtbühne
- u. a. The Alarm, Pixies, Bad Religion, New Model Army, Stiff Little Fingers, Stereo MCs, Iggy Pop, Rausch, Myrna Loy, Plan B[5]

27. Juni 1992 Alsdorf, Freizeitpark
- u. a. Ramones, The Pogues, Carter USM

29. August 1992 Berlin, Freilichtbühne Wuhlheide
- New Model Army, Danzig, L7, The Lemonheads, Element of Crime, Inspiral Carpets, Rausch

10. Juli 1993 St. Goarshausen, Loreley
- u. a. Sonic Youth, The Levellers, Therapy?, Porno for Pyros, Disposable Heroes of Hiphoprisy, NOFX[6], Helmet, New Order, Hole[7]

20. August 1994 Köln, Jugendpark
- u. a. Die Ärzte, Bad Religion, Biohazard, Therapy?, Such a Surge

19. August 1995 Köln-Deutz
- u. a. Clawfinger, NOFX, Monster Magnet, Kyuss, Social Distortion, Spermbirds, White Zombie, Paradise Lost, H-Blockx

17.–18. August 1996, Köln, Butzweilerhof
- u. a. Die Toten Hosen, WIZO, Rammstein, Garbage, NOFX, New Model Army, Iggy Pop, Tocotronic, Such a Surge, Selig, Weezer, Mr. Ed Jumps the Gun

15.–17. August 1997, Köln, Butzweilerhof
- u. a. Faith No More, Rammstein, Die Fantastischen Vier, Fettes Brot, Beck, Bloodhound Gang, Marilyn Manson, Limp Bizkit, blink-182, Dinosaur Jr., Skunk Anansie, Silverchair, Foo Fighters, Die Krupps, Fischmob, Paradise Lost, Bush, Marquee Moon

21.–23. August 1998, Köln, Butzweilerhof
- u. a. Portishead, Page & Plant, Oomph!, Queens of the Stone Age, Fear Factory, The Cure, Monster Magnet, Goldie, Green Day, Guano Apes, Deftones, Headcrash, The Notwist, No Use for a Name

20.–22. August 1999, Köln, Butzweilerhof
- u. a. The Offspring, Die Fantastischen Vier, Knorkator, Muse, Beatsteaks, Red Hot Chili Peppers, Tocotronic, Faithless, HIM, Type O Negative, Bloodhound Gang, Deine Lakaien, Wolfsheim, The Cardigans, Paradise Lost, Catatonia

18.–20. August 2000, Weeze, Flughafen Niederrhein
- u. a. Coldplay, Muse, Placebo, Moby, The Gathering, Sportfreunde Stiller, Clawfinger, Foo Fighters, Underworld, Deftones, Donots, Mr. Bungle, Jimmy Eat World, Rollins Band, Ween, No Use for a Name

17.–19. August 2001, Weeze, Flughafen Niederrhein
- u. a. Stone Temple Pilots, Green Day, Die Ärzte, Queens of the Stone Age, Papa Roach, Nickelback, Foo Fighters, The Prodigy, Fear Factory, Xzibit

16.–18. August 2002, Weeze, Flughafen Niederrhein
- u. a. Die Toten Hosen, Incubus, Korn, Fettes Brot, Nickelback, Farin Urlaub Racing Team, Beatsteaks, Tocotronic, Chemical Brothers, Sneaker Pimps

29.–31. August 2003, Weeze, Flughafen Niederrhein

unter dem Namen Terremoto
- u. a. Foo Fighters, Die Ärzte, Placebo, Linkin Park, Die Fantastischen Vier, Limp Bizkit, HIM, Turbonegro, The Chemical Brothers